# John Lambton, III conte di Durham
John George Lambton, III conte di Durham (19 giugno 1855 – 18 settembre 1928), è stato un nobile inglese.

## Biografia
Era il figlio di George Lambton, II conte di Durham, e di sua moglie, lady Frances Beatrix Hamilton, figlia di James Hamilton, I duca di Abercorn. Suo nonno era il famoso statista e amministratore coloniale, John Lambton, I conte di Durham e il suo bisnonno era il Primo ministro Charles Grey, II conte Grey.

## Carriera
Da giovane era un tenente del Coldstream Guards e più tardi divenne colonnello onorario del Durham Heavy Brigade, Royal Artillery, del VI battaglione Northumberland Fusiliers e del VIII Battaglione Durham Light Infantry.
Fu Lord luogotenente di Durham (1884-1928) ed è stato lord High Steward di Giorgio V durante la sua visita in India (1911-1912). Nel 1911 divenne un membro del Consiglio privato. Dal 1919 al 1928 è stato cancelliere dell'Università di Durham.

## Matrimonio
Sposò, il 28 ottobre 1882, Ethel Elizabeth Louisa Milner (4 settembre 1860-28 ottobre 1931), figlia di Henry Milner. Non ebbero figli e lady Durham trascorse il resto della sua vita in un istituto psichiatrico. Durham ebbe un figlio, John Rudge (1892), dalla ballerina Letty Lind, che egli non poteva sposare perché la malattia di sua moglie gli impediva il divorzio.

## Morte
Morì il 18 settembre 1928 e gli succedette il fratello gemello, Frederick.

## Ascendenza
|                                       |                                       |                                           | Genitori                                   |  |  | Nonni |  |  | Bisnonni                 |  |  | Trisnonni        |  |
|                                       |                                       |                                           |                                            |  |  |       |  |  | 8. William Henry Lambton |  |  | 16. John Lambton |  |
|                                       |                                       |                                           |                                            |  |  |       |  |  | 8. William Henry Lambton |  |  | 16. John Lambton |  |
|                                       |                                       | 17. Susan Lyon                            |                                            |  |  |       |  |  | 8. William Henry Lambton |  |  |                  |  |
| 4. John Lambton, I conte di Durham    |                                       |                                           |                                            |  |  |       |  |  | 8. William Henry Lambton |  |  |                  |  |
|                                       |                                       | 9. Anne Villiers                          | 18. George Villiers, IV conte di Jersey    |  |  |       |  |  |                          |  |  |                  |  |
|                                       |                                       | 9. Anne Villiers                          | 18. George Villiers, IV conte di Jersey    |  |  |       |  |  |                          |  |  |                  |  |
|                                       |                                       | 9. Anne Villiers                          | 19. Frances Twysden                        |  |  |       |  |  |                          |  |  |                  |  |
| 2. George Lambton, II conte di Durham |                                       | 9. Anne Villiers                          |                                            |  |  |       |  |  |                          |  |  |                  |  |
|                                       |                                       | 10. Charles Grey, II conte Grey           | 20. Charles Grey, I conte Grey             |  |  |       |  |  |                          |  |  |                  |  |
|                                       |                                       | 10. Charles Grey, II conte Grey           | 20. Charles Grey, I conte Grey             |  |  |       |  |  |                          |  |  |                  |  |
|                                       |                                       | 10. Charles Grey, II conte Grey           | 21. Elizabeth Grey                         |  |  |       |  |  |                          |  |  |                  |  |
| 5. Louisa Elizabeth Grey              |                                       | 10. Charles Grey, II conte Grey           |                                            |  |  |       |  |  |                          |  |  |                  |  |
|                                       |                                       | 11. Mary Ponsonby                         | 22. William Ponsonby, I barone Ponsonby    |  |  |       |  |  |                          |  |  |                  |  |
|                                       |                                       | 11. Mary Ponsonby                         | 22. William Ponsonby, I barone Ponsonby    |  |  |       |  |  |                          |  |  |                  |  |
|                                       |                                       | 11. Mary Ponsonby                         | 23. Louisa Molesworth                      |  |  |       |  |  |                          |  |  |                  |  |
| 1. John Lambton, III conte di Durham  |                                       | 11. Mary Ponsonby                         |                                            |  |  |       |  |  |                          |  |  |                  |  |
|                                       | 12. James Hamilton, visconte Hamilton | 24. John Hamilton, I marchese di Abercorn |                                            |  |  |       |  |  |                          |  |  |                  |  |
|                                       | 12. James Hamilton, visconte Hamilton | 24. John Hamilton, I marchese di Abercorn |                                            |  |  |       |  |  |                          |  |  |                  |  |
|                                       | 12. James Hamilton, visconte Hamilton | 25. Catherine Copley                      |                                            |  |  |       |  |  |                          |  |  |                  |  |
| 6. James Hamilton, I duca di Abercorn | 12. James Hamilton, visconte Hamilton |                                           |                                            |  |  |       |  |  |                          |  |  |                  |  |
|                                       |                                       | 13. Harriet Douglas                       | 26. John Douglas                           |  |  |       |  |  |                          |  |  |                  |  |
|                                       |                                       | 13. Harriet Douglas                       | 26. John Douglas                           |  |  |       |  |  |                          |  |  |                  |  |
|                                       |                                       | 13. Harriet Douglas                       | 27. Frances Lascelles                      |  |  |       |  |  |                          |  |  |                  |  |
| 3. Beatrix Hamilton                   |                                       | 13. Harriet Douglas                       |                                            |  |  |       |  |  |                          |  |  |                  |  |
|                                       |                                       | 14. John Russell, VI duca di Bedford      | 28. Francis Russell, marchese di Tavistock |  |  |       |  |  |                          |  |  |                  |  |
|                                       |                                       | 14. John Russell, VI duca di Bedford      | 28. Francis Russell, marchese di Tavistock |  |  |       |  |  |                          |  |  |                  |  |
|                                       |                                       | 14. John Russell, VI duca di Bedford      | 29. Elizabeth Keppel                       |  |  |       |  |  |                          |  |  |                  |  |
| 7. Louisa Jane Russell                |                                       | 14. John Russell, VI duca di Bedford      |                                            |  |  |       |  |  |                          |  |  |                  |  |
|                                       |                                       | 15. Georgiana Gordon                      | 30. Alexander Gordon, IV duca di Gordon    |  |  |       |  |  |                          |  |  |                  |  |
|                                       |                                       | 15. Georgiana Gordon                      | 30. Alexander Gordon, IV duca di Gordon    |  |  |       |  |  |                          |  |  |                  |  |
|                                       |                                       | 15. Georgiana Gordon                      | 31. Jane Maxwell                           |  |  |       |  |  |                          |  |  |                  |  |
|                                       |                                       | 15. Georgiana Gordon                      |                                            |  |  |       |  |  |                          |  |  |                  |  |